# Atomium (bière)
Pour le monument, voir Atomium.
L'Atomium est une bière aux six grains, corsée et rafraîchissante. De couleur bronze dorée, elle est fruitée, ronde et douce, laissant un goût délicatement prononcé.
Son nom vient de l'Atomium, le monument imitant une maille cristalline à Bruxelles. Sur l'étiquette, le monument est représenté avec des fûts de bière en bois en guise de boules.